# Spiegel (hout)

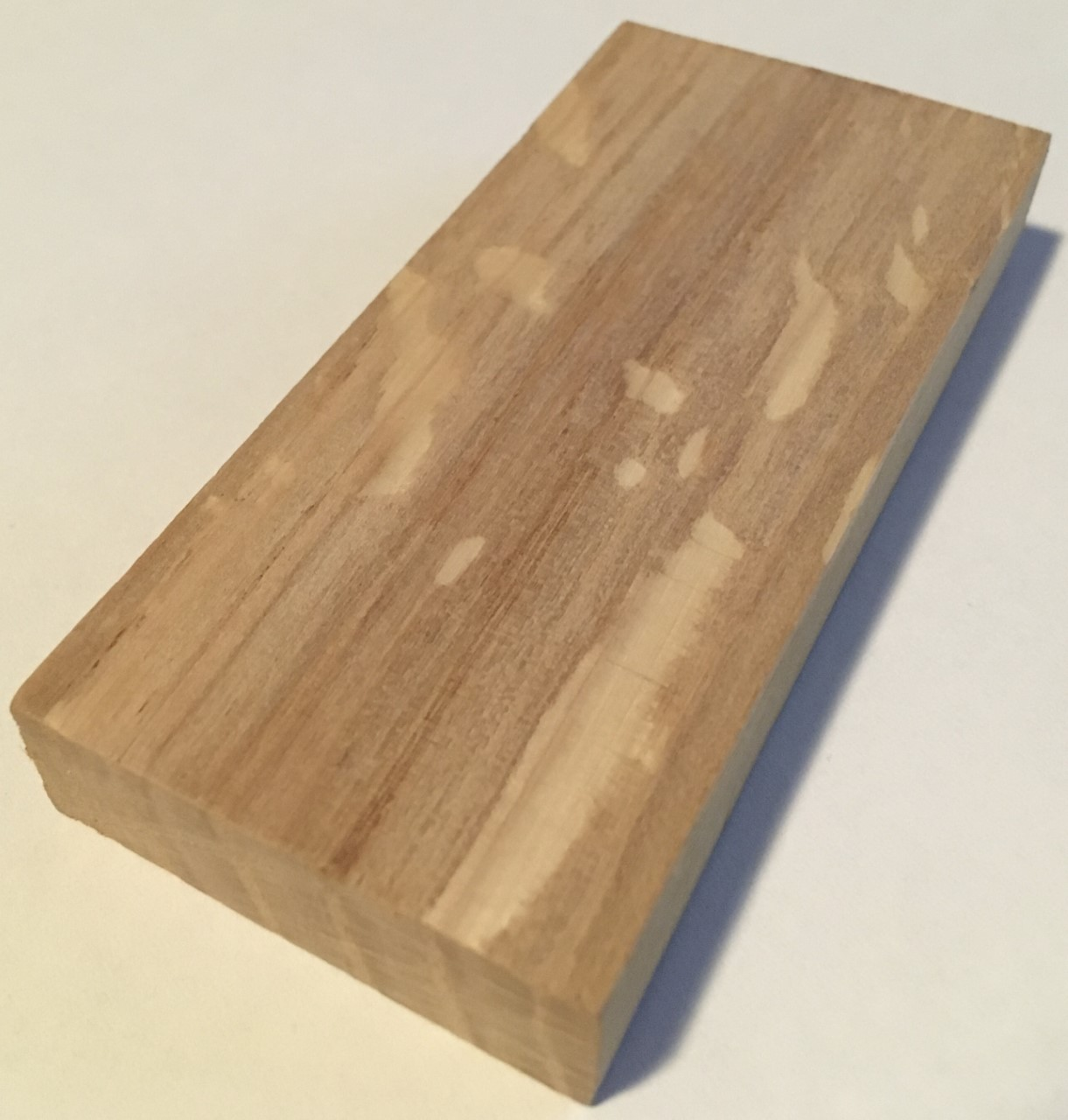
Fragmenten van houtspiegels, de licht afstekende delen

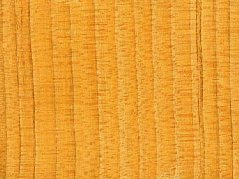
Kwartiers naaldhout met spiegeltjes, de horizontale streepjes

Spiegels komen voor op kwartierse vlakken van hout, vooral op radiaal gezaagde planken. Ze bestaan uit houtstralen, die zoals de naam al suggereert, radiaal (vanuit de kern naar de bast) in het hout voorkomen. Bij een bepaalde lichtinval zien spiegels er afhankelijk van de richting donkerder of lichter uit dan het hout eromheen. Spiegels vallen in de regel vooral op als de betreffende houtsoort heel hoge stralen heeft, zoals bij eiken. Niet al het eiken heeft even hoge stralen, zo heeft wit eiken (inclusief Europees eiken) hogere stralen dan rood eiken. In Australië hebben een aantal houtsoorten met hoge stralen een naam gekregen met oak daarin, zoals Silky oak.
Bij de meeste houtsoorten moet goed worden gekeken om spiegeltjes te zien.

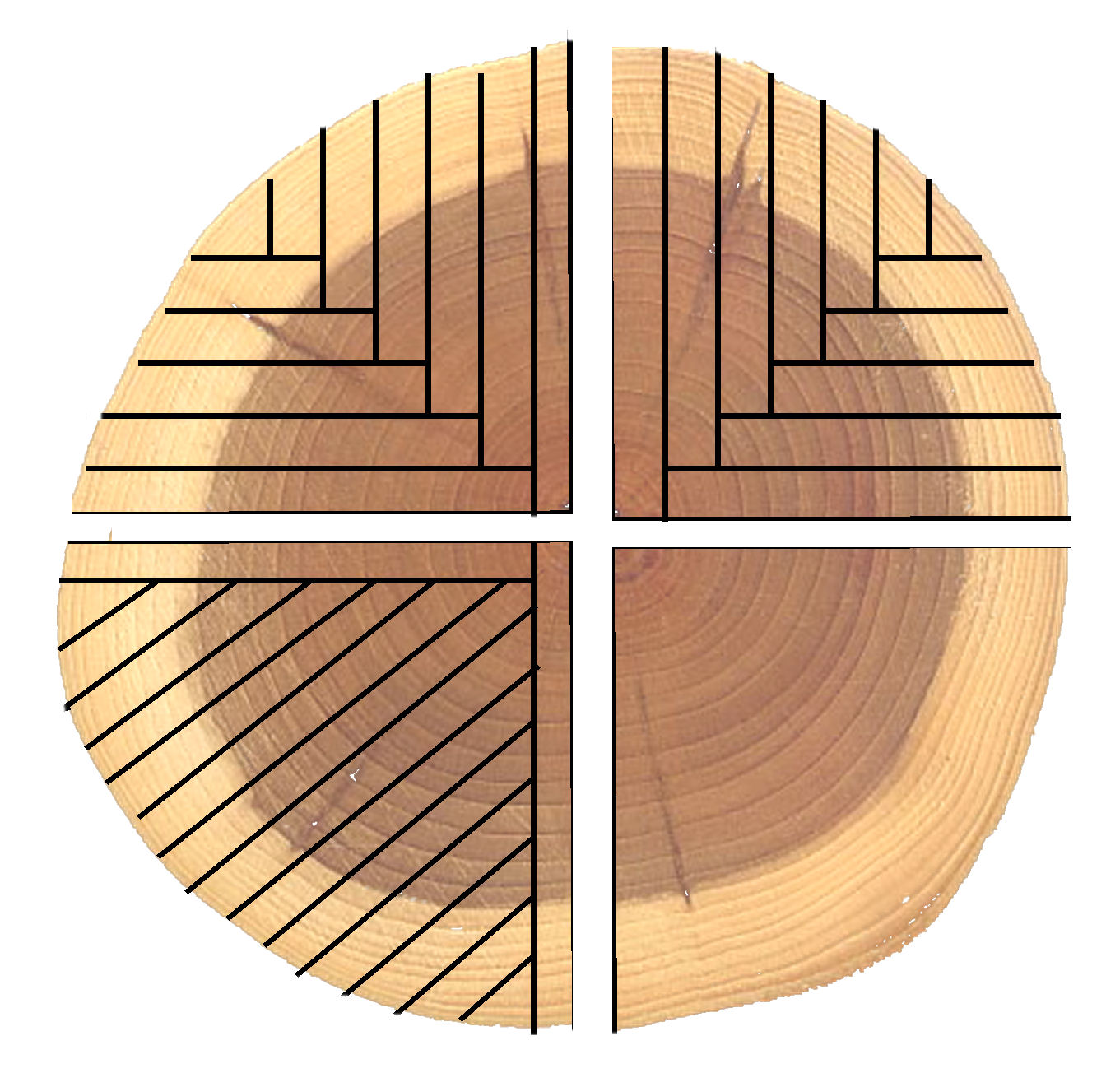
Kwartierzagen boven eenvoudige methode linksonder radiale, betere methode
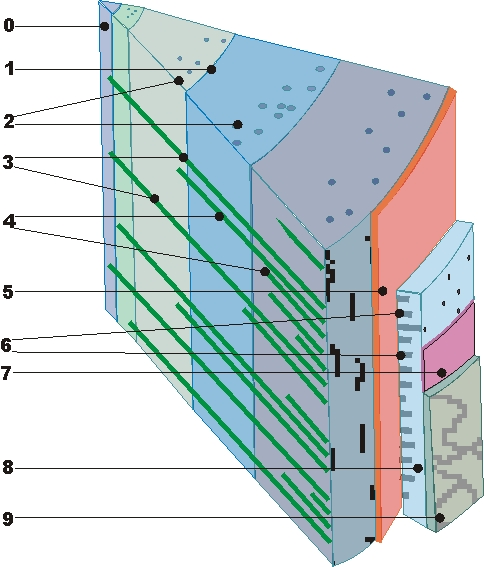
Tangentiale doorsnede van een vierjarige stam   0 = merg 1 = grens jaarring 2 = harskanalen 3 = primaire houtstralen 4 = secundaire houtstralen 5 = cambium 6 = houtstralen in de bast
 7 = kurkcambium 
 8 = bast 
 9 = schors